# Kanton Vénissieux-Nord
Kanton Vénissieux-Nord (francouzsky Canton de Vénissieux-Nord) je francouzský kanton v departementu Rhône v regionu Rhône-Alpes. Tvoří ho pouze severní část města Vénissieux.